# Битва при Венто-дель-Посо
Битва при Венто-дель-Посо, также известная во французских и испанских источниках как битва при Вильодриго, была арьергардной схваткой, произошедшей 23 октября 1812 года между англо-германскими войсками во главе с генерал-майором Степлтоном Коттоном и французской кавалерией под командованием генерал-майоров Жан-Батиста Теодора Кюрто и Пьера Франсуа Жозефа Буайе во время Пиренейской войны. Результатом стала тактическая победа французов.

## Предыстория
21 октября 1812 года англо-португальская армия герцога Веллингтона прекратила неудачную осаду Бургоса и отошла на юго-запад к Торквемаде. Армию Веллингтона, насчитывающую 35 тыс. человек, преследовала Португальская армия генерал-майора Жозефа Суама в 53 тыс. солдат.

## Силы сторон
В арьергард генерал-майора Степлтона Коттона входила бригада Королевского Германского легиона (КГЛ) полковника Колина Халкетта (1-й и 2-й батальоны лёгкой пехоты КГЛ), лёгкая кавалерийская бригада генерал-майора Джорджа Ансона (11-й, 12-й и 16-й лёгкие драгунские эскадроны), тяжёлая кавалерийская бригада генерал-майора Эберхарда фон Бока (1-й и 2-й эскадроны драгунов КГЛ) и конная артиллерия Нормана Рамсея из шести пушек. Общая численность составляла 2800 человек.
Лёгкая кавалерийская бригада Кюрто состояла из 3-го гусарского полка и остатков 13-го, 14-го, 22-го, 26-го и 28-го шассёрских полков. Драгунская бригада Буайе состояла из 6-го, 11-го, 15-го и 25-го эскадронов драгунов. Полковник Фаверо, командовавший 15-м шассёрским эскадроном и эскадроном лёгких лансьеров герцогства Берга, и полковник Жан Алексис Бетей, глава элитной жандармерии, также находились с передовой гвардией. Французская армия насчитывала 3200 человек.

## Битва
23 октября Коттон собрал свою кавалерию перед каменным мостом, где главная дорога пересекала глубокое высохшее русло реки. Он планировал устроить засаду французскому авангарду. При приближении французов кавалерия Ансона должна была пересечь мост, а французы должны были их преследовать. После того, как французы пересекли бы мост, орудия Рамсея должны были открыть по ним огонь, а драгуны Бока атаковать их.
Тем временем на левом фланге англичан гусары Кюрто пересекли пересохшее русло выше по течению и атаковали конных испанцев под командованием Маркинеса, расставленных на холмах над полем битвы. Когда испанцы начали спускаться с холмов, преследуемые французскими гусарами, вся эта масса конников налетела на 16-й лёгкий драгунский эскадрон, который в то же время был атакован французскими драгунами, которые пересекли мост.
16-й эскадрон отступил в полной растерянности и повернул не в ту сторону, блокируя как пушки Рамсея, так и предполагаемую зону атаки Бока. Затем бергские лансьеры, 15-го шассёрского и жандармы подъехали к руслу ручья, которое они сочли непроходимым. Они быстро повернули направо, пересекли мост, повернули налево и выстроились в шеренгу перед тяжёлой кавалерийской бригадой Бока. Ближе всех к мосту оказался эскадрон бергских лансьеров, за ними пять эскадронов 15-го гусарского полка и, наконец, четыре эскадрона жандармов.
В 17:00, прежде чем последние два эскадрона жандармов закончили построение, драгуны Бока атаковали в две шеренги. Первая шеренга из трех эскадронов откатилась назад, когда вторая вступила в ближний бой. Незадолго до этого последние два эскадрона жандармов сумели расположиться таким образом, чтобы атаковать обе шеренги драгунов на их правом фланге. Последовали восемь-десять минут ожесточенных боёв, за которыми с окружающих высот наблюдали обе армии.
Солдаты Бока отступили в беспорядке, а за ними и бригада Ансона. Всё больше французских драгунов вступало в битву, и вскоре британская кавалерия была окружена с обоих флангов и полностью дезорганизована. Наконец ей удалось сгруппироваться за двумя пехотными батальонами Халкетта, когда жандармы, 15-й шассёрский и бергские лансьеры также остановились, чтобы перестроиться. Драгуны Буайе напали и разбили драгунов Бока во второй раз. Прибыв на поле, Веллингтон приказал пехотным каре Халкетта открыть огонь по французским драгунам, которые безуспешно атаковали каре три раза, прежде чем отступить. Прибытие французской пехоты заставило англо-германские силы отступить, но в строю. Коттон отличился своим «хладнокровием, рассудительностью и отважностью».
Союзники потеряли 165 убитых и раненых и 65 пленных. Французы потеряли от 200 до 300 убитыми и ранеными. В других источниках говорится о 250 убитых и раненых и 85 попавших в плен у союзников, пятеро из которых были офицерами, в то время как у французов было 7 убитых и 134 получили ранения. Одним из них был полковник Жан Алексис Бетей, который был оставлен умирать на поле боя после того, как получил двенадцать ранений от сабель (восемь — в голову, одна из которых разбила ему череп, а четыре — в левую руку). Французские хирурги смогли спасти его. Несколько месяцев спустя он был назначен бригадным генералом и произведён в офицеры ордена Почётного легиона самим Наполеоном.

## Воинские почести
1-й и 2-й лёгкие батальоны КГЛ носили воинскую почесть «Вента-дель-Посо» до 1918 года во время дальнейшей службы в ганноверской и прусской армиях.

## Для дальнейшего чтения
- Beamish, N. Ludlow (1997) [1832-37]. History of the King’s German Legion Vol. 2. Naval and Military Press. ISBN 0-9522011-0-0.
- Martin, E. (1998). La Gendarmerie Française en Espagne et en Portugal. Terana. ISBN 2-904221-24-7.
- Napier, W. (1842). History of the Peninsular War, Vol.3. Carey and Hart.